# Mappamondo di Fra Mauro

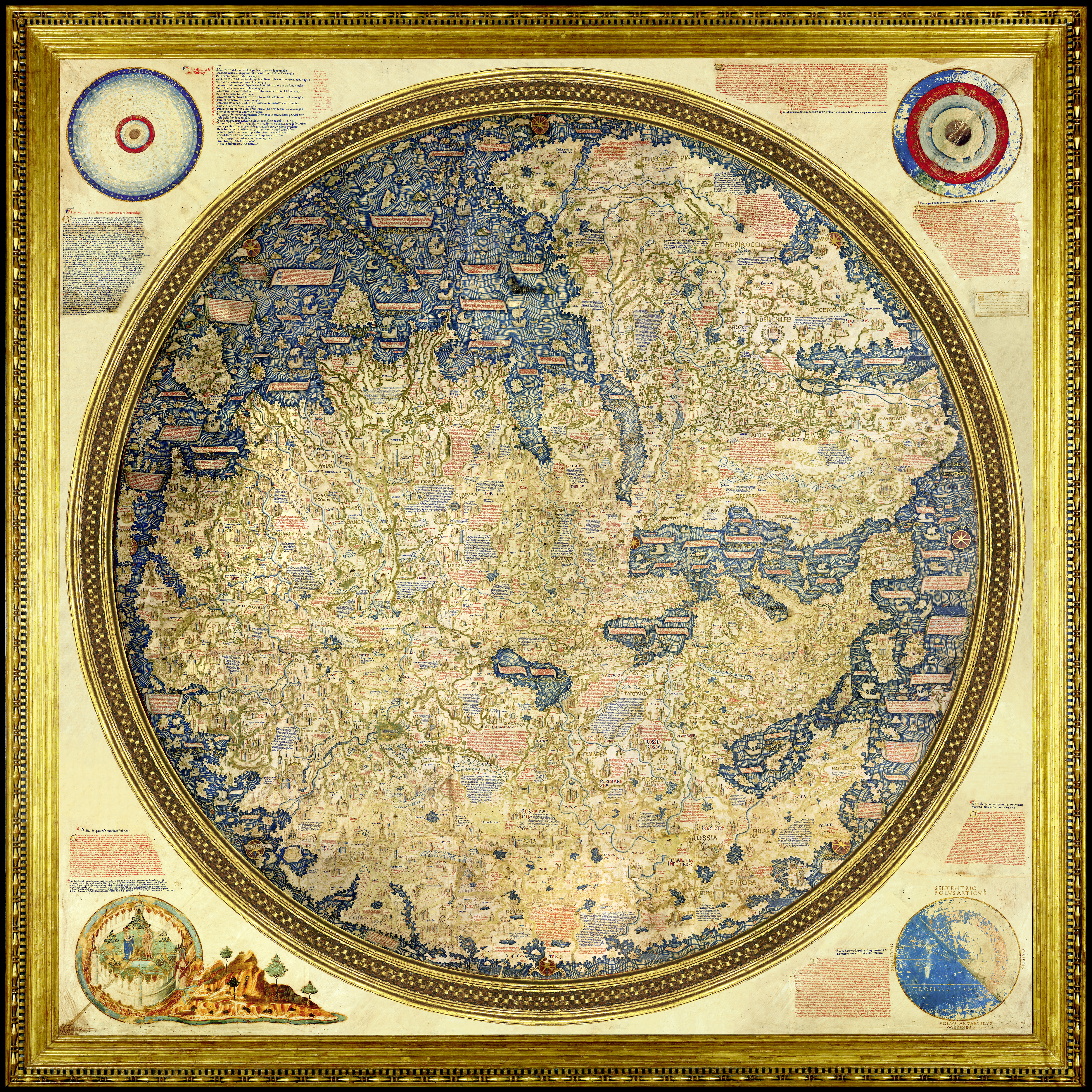
Immagine raffigurante il planisfero

Il mappamondo di Fra Mauro è un planisfero databile attorno al 1450 e attribuito al monaco veneto Fra Mauro. Vi è rappresentato l'Ecumene, cioè l'intero mondo con tutte le terre conosciute all'epoca. È conservato presso la Biblioteca Nazionale Marciana di Venezia.

## Descrizione
Il grande planisfero circolare raffigura il mondo secondo le conoscenze geografiche che si avevano prima della scoperta dell'America. È iscritto in una circonferenza di quasi 2 m di diametro, a sua volta inserita in una cornice quadrata che reca diagrammi e iscrizioni diverse. Le dimensioni dell'insieme sono di 230 x 230 cm circa. Il disegno cartografico, composto di fogli di pergamena incollati su un supporto ligneo, è corredato da quasi 3000 iscrizioni, che comprendono non soltanto toponimi, ma anche note storiche e geografiche assai importanti per l'interpretazione dell'opera.
Alla sua realizzazione contribuì certamente, in qualche misura, un altro cartografo veneziano, Andrea Bianco, noto per l'atlante del 1436 conservato alla Biblioteca Marciana e per la carta nautica datata Londra 1448, conservata alla Biblioteca Ambrosiana di Milano. Molteplici sono le fonti dalle quali Mauro trasse le informazioni geografiche necessarie alla realizzazione del mappamondo: la Geographia di Claudio Tolomeo, le carte che riportavano i risultati delle navigazioni portoghesi lungo le coste dell'Africa, alcuni disegni che gli erano stati affidati da religiosi africani convenuti in Italia in occasione del Concilio di Ferrara e Firenze del 1438-1439, contenenti tracce consistenti delle conoscenze geografiche degli Arabi, le notizie portate dai missionari di ritorno dall'Asia, testi celebri quali il Milione di Marco Polo o la relazione di Nicolò de' Conti (a noi nota grazie al suo inserimento nel De varietate fortunae di Poggio Bracciolini), oppure le testimonianze, probabilmente assai numerose, di anonimi viaggiatori di ritorno a Venezia dalle loro peregrinazioni religiose o mercantili.
L'insieme costituisce una summa straordinaria del sapere geografico dell'epoca, assai importante non solo per alcuni contenuti assai innovativi (come ad esempio quelli relativi alla geografia africana), ma anche per le particolari caratteristiche di quest'opera, che per molti aspetti rappresenta un punto di raccordo — e al tempo stesso di separazione — fra la cultura medievale e quella cultura rinascimentale.

## Composizione dell'opera
Il monaco camaldolese Mauro, vissuto per gran parte della sua esistenza presso il monastero di San Michele in Isola, nella laguna di Venezia, ne curò a lungo la composizione; ma, nonostante la desolante scarsità di documentazione della quale si dispone circa i modi e i tempi dell'impresa, si può ritenere che la raccolta delle informazioni geografiche trasfuse poi nel disegno fosse completata verso la fine degli anni 1440. Inducono infatti a tale conclusione alcuni indizi, cenni a fatti storici precisi, come, ad esempio, la menzione del figlio di Tamerlano, Shah Rukh, morto nel 1447.
È comunque bene sottolineare come in un'opera di tale complessità d'elaborazione si debba necessariamente supporre un divario cronologico tra la lunga fase dedicata alla raccolta delle informazioni geografiche, al loro vaglio critico e alla loro organizzazione, e una successiva fase, forse meno prolungata ma comunque di non breve durata, impegnata per la stesura del disegno, l'apposizione dei toponimi e delle note, la decorazione, e così via.
La relazione tra le due fasi risulta però alquanto incerta, soprattutto perché non si conosce, a dispetto delle apparenze, un dato fondamentale: a quanti mappamondi poté dar luogo il progetto geografico di Fra Mauro? In altre parole, il mappamondo oggi conservato alla Marciana, che è il solo testimone integrale superstite, in quale posizione si colloca all'interno di un'ipotetica serie di carte uscite dall'atelier cartografico del camaldolese?
Stando alla tradizione inaugurata da Giacinto Placido Zurla, primo autorevolissimo studioso del planisfero, in principio vi erano almeno due carte; una conservata da sempre a Venezia, l'altra, commissionata al religioso dalla corona portoghese (Enrico il Navigatore) in data imprecisata, inviata nel 1459 a Lisbona, ma ben presto scomparsa: «Ma ciò che sovra ogn'altra sua opera il titolo di incomparabile gli procacciò, sono i due celebri Mappamondi, uno de' quali a contemplation di questa illustrissima Signoria di Venezia ei fece, che è quello del quale trattiamo, l'altro per Alfonso V re di Portogallo».
Queste parole di Zurla si basano su due evidenze. Da un lato abbiamo infatti l'oggetto marciano, dall'altro una serie di brevi annotazioni dei registri del monastero di Murano che autenticano la commissione regia lusitana del mappamondo, e che convergono verso l'esito dell'impresa, datato al 24 aprile 1459, in tal modo attestato: «Dom Nicholò nostro me à dicto che essendo io a capitolo a Camaldoli, è stato saldà questa raxon a messer Stefano Trevixan per nome del dicto segnor quando per el dicto messer Stefano li fo mandato el suo mapamundi». Nell'aprile 1459 un mappamondo partì dunque da Venezia alla volta di Lisbona, ma questo solo fatto, è bene sottolinearlo, non ci consente ancora di stabilire un rapporto certo fra l'opera inviata in Portogallo e la carta conservata alla Marciana; una volta arrivata alle sponde del Tago, la mappa destinata al re sembra infatti scomparire di colpo.
Già da tempo sono state segnalate alcune prove relative alla carta portoghese di Mauro. Si tratta innanzitutto della mappa veduta nel 1494 da Hieronymus Münzer nel castello di San Giorgio a Lisbona, allora residenza regia,  e così brevemente descritta: «Similiter cosmographiam in maxime et bene descripta tabula deaurata cuius dyameter erat 14 palmorum».
Vari dubbi sorgono di fronte a questa identificazione. Il primo nasce dal fatto che la pratica di abbellire alcuni dettagli delle mappe con inserzioni di foglia d'oro era abbastanza comune all'epoca, soprattutto in presenza di carte di un certo pregio; la definizione di tabula deaurata, ammesso che il mappamondo di Mauro possa essere così definito, è perciò assai poco denotativa, tanto più che le dorature del planisfero – posta la similarità e comunque la derivazione di uno dall'altro del planisfero «portoghese» e di quello veneziano – si limitano a poche inserzioni in alcune lettere capitali e in qualche minuto elemento decorativo, sicché la presenza dell'oro non può certo dirsi caratteristica particolarmente rilevante dell'opera.
In secondo luogo, Münzer afferma che il diametro (si tratta perciò di un mappamondo circolare) della mappa era di 14 palmi, misura che in verità poco si accorda con quella del mappamondo a noi noto – sempre nell'ipotesi di due mappamondi copia uno dell'altro. Né bisogna dimenticare, al riguardo, che Münzer era un cartografo assai esperto, non un osservatore occasionale. A tali dubbi se ne aggiunge un terzo, forse il più importante: il mappamondo visto da Münzer era conservato nella residenza regia di San Giorgio per essere evidentemente esibito quale pièce de résistance, per così dire, anche a visitatori illustri e competenti, quale appunto era il geografo e cartografo Münzer. Non sembra perciò pensabile che la stessa mappa, tanto prestigiosa da meritare pubblica mostra di sé, fosse ignota ai cartografi portoghesi proprio in quella seconda metà del Quattrocento che segnò l'epoca delle grandi esplorazioni oceaniche lusitane. Ora, se la bene descripta tabula di San Giorgio fosse stata quella di Mauro, alcune sue caratteristiche particolarmente evidenti e originali (ad esempio, la geografia africana, in particolare quella dell'Etiopia, o la prefigurazione del Madagascar, o ancora l'inedita soluzione proposta per il corso del Nilo) avrebbero dovuto lasciare qualche traccia nella tradizione geo-cartografica portoghese dei decenni successivi, mentre, come già si è detto, non è pervenuta alcuna traccia in tal senso.
Una seconda mappa portoghese è stata ancora chiamata in causa in relazione al mappamondo di Mauro, in quanto presunto testimone del celebre planisfero. Si tratta della carta affidata nel maggio 1487 a Pêro da Covilhã e Alfonso de Paiva, emissari del re Giovanni II, in occasione della loro missione esplorativa alle terre del Prete Gianni, nell'Africa orientale, finalizzata alla ricerca di una rotta oceanica fra Europa e Oriente. L'episodio del 1487 è ricordato nella relazione del viaggio alle terre del Prete Gianni – ovvero, a quel tempo, l'imperatore d'Etiopia Dawit II o Dawit III (Lebna Dengel) – dal missionario ed esploratore portoghese Francisco Alvares, il quale fu nel Corno d'Africa fra il 1520 e il 1526. La relazione fu pubblicata a Lisbona nel 1540, con il titolo di A verdadeira informaçam das terras do Preste João, e l'episodio in questione è descritto nei termini seguenti: «… & que foram despachados en Satarem aos VII dias de Maio do anno de mil & quatro centos & oitenta & sete annos, presente el Rey dom Manuel sendo duque, & que lhes deram huma carta de marear tirada de Mapamundo, & que foram aho fazer desta carta ho licençiado Calçadilha que he bispo de Viseu, & ho doutor mestre Rodrigo morador ahas pedras negras, & ho doutor mestre Moyses a este tempo iudeu, & que fora feita esta carta en casa de Pêro d'Alcaçova».
Nel primo volume della celebre raccolta Navigationi et viaggi di Giambattista Ramusio, pubblicato nel 1550, vi è la traduzione italiana della relazione di Alvares, data alle stampe con il titolo Viaggio fatto nella Etiopia, la quale tuttavia riporta un testo leggermente diverso da quello dell'edizione portoghese: «E così del 1487, alli VII di maggio, furono spacciati tutti due in Santo Arren, essendovi presente sempre il re don Emanuel, che allora era duca, e gli diedero una carta da navigare copiata da un napamondo [sic], al far della quale v'intervennero il licenziato Calzadiglia, che è vescovo di Viseo, e il dottore maestro Rodrico, abitante alle Pietre Nere, e il dottore maestro Moyse, che a quel tempo era giudeo: e fu fatta tutta questa opera molto secretamente in casa di Pietro di Alcazova, e tutti i sopradetti dimostrarono lor meglio che seppero come se avessero a governare per andare a trovar li paesi donde venivano le spezierie, e di passare anco un di loro nell'Etiopia a vedere il paese del Prete Ianni, e se nei suoi mari fusse notizia alcuna che si possa passare ne' mari di ponente, perché li detti dottori dicevano averne trovata non so che memoria».
Le differenze tra le due versioni si spiegano con il fatto che Ramusio compose il proprio testo avendo sotto gli occhi da una parte l'edizione a stampa del 1540, e dall'altra una versione manoscritta non pervenuta. Ma tutto ciò riveste un'importanza relativa ai fini della presente indagine. Quel che più interessa qui è invece una terza testimonianza relativa a questo episodio, che si deve allo storico Fernão Lopez de Castanheda (1500 ca.– 1559). Questi diede alle stampe, nel 1551, il primo degli otto volumi della sua História do descobrimento e conquista da Índia pelos Portugueses, nel quale si narra come il re Giovanni II, contemporaneamente alla spedizione oceanica di Bartolomeu Dias, decise di tentare di raggiungere il regno di Prete Gianni – trampolino di lancio verso l'India e le fonti delle spezie – anche per terra, incaricando di ciò Pêro da Covilhã e Alfonso de Paiva.
Essi partirono appunto da Lisbona nel maggio 1487, e in questo modo Castanheda descrive la loro missione: «… como el Rey tinha muytos grandes desejos de descobrir ho Preste João das Indias pera ho conecer por amigo, & por sua causa ter entrada na India, determinou de mandar descobrir por terra… E pera este descobrimento da terra escolheo hum criado seu que avia nome Afonso de Payva natural de Castelo Branco, & outro chamado Pero de Covilhaam, natural de huma vila deste nome: et a este disse em segredo que esperava dele hum grande serviço… E ho em que queria que ho servisse, era irem ele & Afonso de Payva descobrir & saber do Preste Ioão, et onde achavão a canela & a especiaria que ya da India a Veneza por terra de mouros… & forão ambos despachados em Santarem aos sete dias de Mayo, de mil & CCCCLXXXVII, per ante al Rey Dom Manuel que então era duque de Beja; et deulhes el Rey huma carta de marear que fora tirada de hum Mapamundi, per que posessem nela os lugares do Senhorio do preste, & assi o caminho por onde fossem».
Ciò che risulta è quindi che i due esploratori disponevano di una carta nautica («carta de marear») tratta da una mapamundi, e su tale carta essi dovevano apporre («posessem nela») i luoghi soggetti al Prete Gianni e il cammino per raggiungerli. Tali parole sembrano individuare una carta sostanzialmente priva, o quanto meno assai povera di indicazioni relative alla topografia delle regioni etiopiche – e non per niente lo scopo dichiarato dell'affidamento a Covilhã e Paiva della carta era proprio quello di riempire quella carta di luoghi («lugares») e di percorsi («caminho»). Ebbene, pare assai difficile che una carta di tal genere possa avere avuto quale modello la carta di Mauro, in quanto quest'ultima è specialmente ricca di toponimi e di altre informazioni geografiche, più spesso di prima mano, proprio nelle regioni etiopiche dell'Africa: i territori dell'Africa orientale di Mauro – comprendendo in questa le regioni del Corno d'Africa: odierne Eritrea, Etiopia, Somalia e Gibuti – contengono infatti 116 toponimi e note, dei quali ben 91 si trovano in Etiopia; tale cifra costituisce un quinto di tutti i toponimi africani presenti nella mappa, a fronte del fatto che quei territori rappresentano soltanto un quindicesimo della superficie dell'intero continente – e anche un rapido riscontro visivo rivela lo speciale addensarsi di notazioni geografiche proprio di quell'area. Un modello tanto ricco di indicazioni avrebbe certamente costituito una traccia utilissima per i due esploratori portoghesi, i quali si dovettero invece accontentare, a quanto sembra, di una carta assai laconica.
Ciò accadeva nel 1487, ma un altro piccolo indizio, più tardo, sembra andare nella medesima direzione. La già citata relazione di Francisco Alvares, capitolo quinto, narra che nel 1520 alcuni doni furono presentati al Prete Gianni, fra i quali un napamondo (sic). Quattro anni dopo, nel 1524, il Prete restituì ai portoghesi il mappamondo ricevuto in dono, affinché vi aggiungessero i nomi dei diversi luoghi e regni anche in lingua «abissina»; essi si misero allora all'opera sotto la dettatura di un interprete per quella che viene descritta come una trascrizione fonetica dei nomi europei in lingua etiopica – verosimilmente, in ge'ez. La carta, così trattata, tornò all'imperatore, il quale volle sapere come mai i vari regni d'Europa fossero tanto piccoli, ottenendo in cambio questa risposta: «A questo gli rispose l'ambasciadore che sua Altezza era ingannata o mal informata, e che s'alcuno gli aveva detto questo non gli aveva detto la verità, e che, se per vedere il napamondo s'aveva immaginato questo, non prendeva la vera cognizione delle terre, perché Portogallo e Spagna stanno nel napamondo come cose da tutti conosciute e non come necessarie da saperle, e per questo erano poste in picciolo spazio con un nome solo, come anche Venezia, Gierusalem e Roma; ma che guardasse la sua Etiopia, la quale, per esser cosa non conosciuta, era posta in grande spazio, piena tutta di montagne, di fiumi, di lioni, d'elefanti e d'altri animali, né vi è scritto nome di città né di castelli…».
Da questa testimonianza sembrerebbe che alla data del 1520 i territori etiopici fossero ancora considerati cosa non conosciuta, e di conseguenza la carta che li rappresentava non riportasse toponimi. Tale attestazione mette in dubbio la possibilità che la carta di Mauro fosse stata vista dai geografi e dai cartografi portoghesi; in caso contrario una spedizione ufficiale, voluta direttamente dalla corona, avrebbe quanto meno provveduto a fornire agli esploratori tutte le informazioni disponibili sui territori che si accingeva ad esplorare, soprattutto se fosse stata disponibile una mappa che, al pari di quella di Mauro, dava una descrizione quanto mai particolareggiata di quelle regioni.
Si può allora dire, a conclusione di questo excursus intorno alle due presunte prove relative al mappamondo portoghese, che esse non sono in grado di fondare alcuna certezza, e che anzi quei due documenti ingenerano più dubbi di quanti non ne risolvano. Ma non è in discussione, qui, soltanto l'assenza di attestazioni dalle quali risulti in qualche modo l'arrivo dell'opera a Lisbona, entrata così a far parte del patrimonio della corona, e la sua destinazione provvisoria o finale; la mancanza di simili testimoni non è di per sé decisiva. La questione ineludibile riguarda invece il silenzio completo da parte degli autori lusitani successivi, e in particolare da parte dei cartografi e dei geografi, le cui carte sembrano del tutto ignare della lezione di Mauro. Il significato di un simile silenzio può essere meglio compreso se si pensa alle tante tracce dell'opera di Mauro riscontrabili nei lavori cartografici di alcuni grandi autori cinquecenteschi non lusitani. È il caso, ad esempio, di Giacomo Gastaldi e Paolo Forlani, nella loro carta dell'Asia, e in particolare nella definizione della geografia delle isole maggiori dell'Oceano Indiano; è ancora il caso di alcuni errori assai caratteristici della carta di Mauro che si ritrovano svolti nella carta intitolata Asia ex magna orbis terrae descriptione Gerardi Mercatoris desumpta, pubblicata dal figlio del Mercatore nel 1595.
Nel contempo, è assai sorprendente che della commissione reale – la quale di tanto prestigio avrebbe certamente arricchito il nome del monastero di San Michele nonché quello dell'intero ordine camaldolese, e che perciò avrebbe avuto tutti i motivi di esser fatta conoscere – non vi sia cenno alcuno nelle testimonianze di alcuni osservatori eccellenti, i quali ebbero occasione non soltanto di visitare San Michele e di vedere il mappamondo, ma anche di scriverne diffusamente. È il caso di Felix Fabri, domenicano zurighese che fu a Venezia nel maggio 1483; è il caso della miscellanea geografica del veneziano Alessandro Zorzi, composta tra il 1519 e il 1524 avendo certamente sotto gli occhi la carta di Mauro; è il caso,  soprattutto, di Giambattista Ramusio, il quale nella sua celebre Dichiarazione (1559), che a lungo tratta del planisfero e delle presunte «carte cinesi» dalle quali quest'ultimo sarebbe stato copiato, non dedica una sola parola all'esemplare «portoghese» dell'opera o alla commissione regia della stessa16. Anche in questo caso, fatte le debite distinzioni, e per quel che può valere un argomento ex silentio, appare istruttivo un confronto: la commissione dei due grandi globi destinati a Luigi XIV di Francia costituì per il minorita Vincenzo Coronelli un atout formidabile, che egli spese senza risparmio in ogni momento della sua brillante carriera di editore e cartografo.
La narrazione di Zurla è dunque all'origine di una fortunatissima quanto indimostrata vulgata storiografica la quale, mentre ripete da tempo che il planisfero di Venezia è copia di quello di Lisbona, non si è in realtà mai interrogata sull'effettiva relazione fra le due opere. Gli argomenti fin qui addotti, ovvero le presunte «prove» della presenza della mappa in Portogallo dopo il 1459, non contribuiscono in alcun modo a chiarire tale relazione, e anzi incrinano diverse certezze circa la presenza della carta di Mauro in terra lusitana. Tali considerazioni e tali dubbi hanno poco per volta indotto chi scrive a ricercare risposte alternative a quelle finora date – nonché a quelle rimaste finora inevase – risposte che si traducono nell'ipotesi dell'esistenza ab origine di un solo mappamondo, quello ancora oggi conservato a Venezia. Tale ipotesi – finora non indagata, per quanto risulta, da altri studiosi – non è mai stata formulata in pubblico, ed è stata espressa soltanto in occasione di alcune conversazioni private; la si presenta qui formalmente per la prima volta.
Prima di proseguire in tale direzione, è tuttavia necessario liberare la scena da uno scomodo ma assai sospetto testimone. Alcuni autori hanno infatti recentemente rimesso in evidenza un documento della cancelleria regia lusitana, segnalato già nel 1935, nel quale, alla data del 3 febbraio 1462, si fa menzione di un pagamento relativo al mappamondo composto a Venezia. Il documento costituirebbe per l'appunto la prova, secondo questi autori, che a quella data il planisfero portoghese si trovava effettivamente in Portogallo, e che perciò i mappamondi erano indubitabilmente due, quello veneziano oggi conservato alla Marciana e quello di Lisbona; in base a tale presunta evidenza, essi dichiarano inammissibile ogni eventuale ipotesi che affermi le due carte essere in realtà la stessa carta, ovvero che il mappamondo di Mauro sia stato fin dal principio uno e uno soltanto. In che cosa consiste tale documento? Si tratta di una serie di registrazioni contabili («carta de quitaçãm») della cancelleria di Alfonso V datate appunto 1462 ma riferite a somme che João Fernandes da Silveira, al servizio della corte di Lisbona, «… per nosso mandado rreçebeo e rrecadou e despemdeo em corte de Roma, homde esteve por nosso serviço aos anos pasados de 1456-1460».
La prima osservazione è che il documento, pur datato 1462, si riferisce a spese effettuate dal Silveira nel periodo 1456-60, la qual cosa esclude già, di per sé, che l'anno 1462 possa essere inteso tout court quale riferimento per la datazione della presenza dell'opera in Portogallo. Si tratta perciò di un documento retroattivo, per così dire, redatto con lo scopo esplicito di evitare ogni qualsiasi rivendicazione di credito da parte di famigliari ed eredi del Silveira: «E, porquanto nos deu de todos os dictos djnheiros e coussas que asi conprou bõoa conta com entrega, que em nehuma coussa nos nom ficou devedor, ho damos de todo por quite e liure, deste dia pera todo ssenpre, elle e sseus beens e herdeiros, que nunca jamais em alguum tempo por as dictas coussas nem pora cada huma dellas possam mais ser demandados nem chamados a comtos nem fora delles, pera mais averem de dar comta nem rrecado, porquanto ja deu, como dicto he».
La carta è strutturata nel modo seguente: sono dapprima elencate, tutte insieme, le somme messe a disposizione del diplomatico con diverse lettere di cambio; sono quindi descritte tutte le spese sostenute dallo stesso, per un ammontare complessivo di 13.494 ducati, senza indicazione alcuna della data nella quale ciascuna spesa fu effettuata. Fra tali spese figurano pagamenti per il mantenimento di alcuni cavalieri ed altri fiduciari della corte, per la sartoria (2.450 ducati), per la stesura e la spedizione di lettere destinate al vescovo di Guarda (582 ducati), al monastero di Batalha (86 ducati) e a quello di Alcobaça (400 ducati), per l'accensione di una lampada votiva in Gerusalemme (15 ducati), per alcuni corrieri postali (193 ducati), per un carico di polvere da sparo (493 ducati) e, finalmente, per il mappamondo di Mauro (30 ducati e ¾): «E deu e despemdeo trimta ducados tres quartos aos pyntores que pyntarom o papa (sic) mundo em Veneza; e esto por sse nom perder o que ja em elle era fecto».
Considerata l'importanza di questa breve nota al fine di delineare meglio i contorni dell'intera vicenda, è più che mai necessario esaminarne il testo con attenzione. La frase può tradursi alla lettera nel modo seguente: «diede e spese trenta ducati e tre quarti per i pittori che dipinsero il mappamondo a Venezia; e ciò per non perdere quanto in esso era già fatto». Innanzitutto, va osservato che il nome di Mauro non vi compare; il riferimento è piuttosto a certi «pintores», ed è noto come l'esecuzione dell'opera avesse coinvolto già negli anni 1457-59 diversi pentori, oltre a uno scriptor e un maistro. In secondo luogo, quando vi si dice che il rischio era di perdere ciò che nel mappamondo («em elle») era già stato fatto («ja era fecto»), pare evidente che si stia parlando di un lavoro che attende di essere portato a compimento: la somma versata doveva perciò garantire il proseguimento e magari il completamento dell'opera da parte dei pentori veneziani.
In altre parole, il mappamondo di cui alla nota d'archivio non aveva ancora preso la strada di Lisbona. La controprova di ciò è lampante: se il mappamondo si fosse già trovato a Lisbona, quale rischio di perdita avrebbe potuto ragionevolmente correre? Appare perciò pressoché certa l'ipotesi che il documento, pur datato 1462, si riferisca a fatti accaduti ben prima di quella data, e precisamente all'esecuzione dell'opera degli anni 1457-59. Il libro contabile del monastero di San Michele registra infatti diverse entrate di denari versati per nome del Signor de Portogal nel periodo 1457-59, e la nota del 1462 non sarebbe in tal caso altro che l'attestazione di un pagamento – probabilmente a saldo, considerato l'ammontare piuttosto esiguo della somma a fronte delle altre spese elencate – avvenuto in un periodo precedente.
È a questo punto chiaro come le diverse testimonianze fin qui esaminate non possano servire efficacemente da supporto alla tradizione del mappamondo «portoghese», e anzi come l'intera questione abbisogni di soluzioni diverse da quelle finora accettate. Nelle pagine che seguono si cercherà perciò di dar conto del prosieguo di questa vicenda mai del tutto chiarita. Ciò che si può comunque affermare fin d'ora è che il documento del 1462, che alcuni vorrebbero essere prova della presenza del mappamondo in terra portoghese a tale data, testimonia semmai, a ben guardarlo, il contrario.
In parallelo, non si è in presenza di nessun altro indizio, di nessun'altra traccia e soprattutto di nessun'altra prova sulla quale fondare quella che si sta rivelando, nella controluce della presente analisi, una tradizione da ridiscutere. E soprattutto non si dispone di prove attestanti la presenza del mappamondo in terra portoghese dopo la sua partenza da Venezia. Anche ammettendo per ipotesi che la carta fosse tenuta nascosta, che fosse cioè segretata a causa di alcune informazioni particolarmente sensibili riguardanti in particolare la circumnavigabilità dell'Africa — informazioni che la volontà politica preferì non divulgare — rimane l'evidenza che neppure uno fra gli autori lusitani dei secoli seguenti, a segreti ormai «scaduti», abbia mai accennato a Mauro e alla sua carta, la quale conteneva particolari che sarebbero stati di grandissimo interesse per qualsiasi cartografo del tempo – come dimostra la citazione di alcuni di quei particolari nelle già accennate carte, ad esempio, di Gastaldi e Mercatore. Un simile tombale silenzio appare quanto mai insolito, a dir poco. È perciò più che lecito il sospetto che la narrazione di Zurla – e di tutti coloro che lo hanno sempre fedelmente seguito – non abbia riscontro nell'effettivo svolgimento dei fatti. Quale possa essere stato il destino del planisfero «portoghese» lo vedremo tra breve, alla luce di alcune particolari considerazioni.
La narrazione dello Zurla — che inaugurò la tradizione dei due mappamondi, quello veneziano e quello «portoghese» — va dunque riesaminata alla luce delle considerazioni fin qui fatte; egli, riprendendo una notizia riportata da Antonio Galvão nel suo Tratado, cercò anche di stabilire un nesso tra fatti e circostanze effettivamente poco compatibili con la cronologia del mappamondo veneziano – anche se, a dire il vero, Zurla non fece dapprincipio altro che sviluppare un'affermazione originariamente fatta da Marco Foscarini nella sua Letteratura veneziana: «non rimane più dubbio che il mappamondo esistente nella badia de' Benedettini d'Alcobaza, riferito da Antonio Galvano sul rapporto di Francesco di Sousa Tauvarez che lo vide nel 1528, non sia quello fatto da Fra Mauro e di qua mandato in Portogallo».
Zurla si appoggiò nel modo seguente a questa presunta certezza del Foscarini, ribadendo con forza, nonostante l'esito infruttuoso delle sue ricerche, l'»antica esistenza» in terra lusitana del mappamondo di Mauro: «Che ne sia di presente di tal Mappamondo colà recato, nulla di certo asserir possiamo per la varietà delle relazioni sulla sua esistenza attuale da noi avute, anche verbalmente, da eruditi viaggiatori di varie nazioni da noi interrogati, e solo ci fu confermata l'antica sua esistenza… Nemmeno da apposite ricerche fatte far non ha guari presso dotte persone in Lisbona, si è potuto averne la bramata locale notizia. Peraltro il sullodato Foscarini, ivi, tiene per fermo che tal Mappamondo sia quel desso che come accenna il citato Galvano subito dopo il sopra allegato testo, l'Infante D. Fernando mostrato avea nel 1528 a Francesco di Souza Tavares, e che si era trovato nell'archivio d'Alcobaza, e che si era fatto erano più di 120 anni, e conteneva tutta la navigazione dell'India, con il capo di Buona Speranza, come le presenti. Difatti qual miglior carta potea mostrare D. Fernando esprimente a meraviglia tali susseguenti scoperte?».
Il riferimento riguarda il passo seguente del Tratado di Galvão: «No anno de 1428 diz que foy o Infante dom Pedro a Inglaterra, França, Alemanha a casa sancta, & a outras de aquella banda, tornou por Italia, esteve em Roma, & Veneza, trouxe de lá hum Mapamundo que tinha todo ambito da terra, & o estreito do Magalhães se chamaua, Cola do dragam, o cabo de Boa esperança, frunteira de Africa, & que deste padram se ajudara ho Infante dom Anrrique em seu descobrimento. Francisco de Sousa Tavarez me disse que no anno de 1528 ho Infante dom Fernando lhe amostrara huma Mapa que se achara no cartorio d'Alcobaça que avia mais de cento & vinte annos que era feito, o qual tinha toda navegaçam da India, com ho cabo de Boa esperança, como as dagora, se assi he isto, ja em tempo passado era tanto como agoro ou mais descuberto».
Si può dire che mentre Galvão si limita a suggerire una possibile relazione, e forse un'identità, tra la carta portata nel 1428 da Dom Pedro di ritorno da Venezia e quella vista ad Alcobaça da Francisco de Souza nel 1528, Zurla si spinge molto più in là, e afferma la carta del 1528 altro non essere che il mappamondo di Mauro, giustificando poi in qualche modo un divario temporale apparentemente incongruo. In realtà, se è vero che non si può dare troppa importanza al dato dei 120 anni, in quanto potrebbe trattarsi di un'indicazione riferita a un avvenimento del passato del quale la memoria non era più, nel 1528, del tutto padrona, bisogna ricordare che diversi decenni prima della composizione del mappamondo di Mauro erano già in circolazione cartografie che si adattano perfettamente alla descrizione del mapamundo di Alcobaça data da Galvão. Si pensi ad esempio al planisfero nautico di Albertin di Virga, eseguito a Venezia verso il 1410 o a quello che compare nell'Atlante Mediceo, anch'esso del principio del XV secolo; ambedue queste carte — quasi certamente non note allo Zurla — illustrano infatti la circumnavigabilità dell'Africa, ipotesi geografica che doveva risultare particolarmente interessante agli occhi dei portoghesi; tali carte testimoniano della diffusione di ipotesi e conoscenze geografiche nuove ben prima che Mauro componesse la propria. Nessuna certezza, perciò, ci consente di identificare la carta di Alcobaça con il planisfero del camaldolese.
La repentina scomparsa dalla scena della carta portoghese lascia tuttavia alquanto sconcertati; l'improvviso svanire di ogni traccia culturale (letteraria, geografica e cartografica), di ogni possibile documento o testimonianza, contemporanei o posteriori, riguardanti in maniera diretta o indiretta il grande mappamondo eseguito per volere del re, sembra troppo netto per poterlo accettare senza una qualche spiegazione. Nel tentativo di ricostruire l'effettivo svolgimento dei fatti, sarà perciò opportuno verificare la tenuta di due ipotesi alternative, sullo sfondo di due diversi scenari.
Il primo scenario è quello che, facendo un passo indietro, ammette l'esistenza di due mappamondi. L'ipotesi prevede che un planisfero fosse inviato a Lisbona nel 1459, e se ne perse subito la traccia, mentre l'altro fu sempre conservato a Venezia.
Quest'ultimo reca, incisa sul verso ligneo, la data 26 agosto 1460 quale termine per il compimento dell'opera; questa data viene generalmente, e con ogni probabilità correttamente, riferita al compimento dell'intero manufatto del quale il mappamondo vero e proprio è soltanto una parte, ovvero disco centrale, cornici, supporti diversi e mobile contenitore. Stando alla documentazione pervenuta e ad alcuni elementi interni all'opera, si può inoltre affermare che le (eventuali) due carte furono composte nel decennio 1448-59, sulla base di alcuni disegni preparatôri; in particolare, i registri contabili del monastero riportano spese di colori e altri materiali «per formar mappamondi» sia alla fine degli anni '40 che alla fine degli anni '50.
Nel corso del decennio, e comunque entro il 1460, la carta veneziana fu quindi portata a un esito monumentale in quanto testimonianza assoluta dell'eccellenza del monastero, mentre la seconda carta prendeva la strada di Lisbona. Se questa ipotesi — che vuole due mappamondi eseguiti più o meno in parallelo nell'arco di quel decennio — fosse valida, resterebbe tuttavia da spiegare come mai il solo superstite, la carta veneziana, contenga tanti e tanto vistosi errori. E qui occorre prendere in esame alcuni dettagli geografici per come sono svolti nella carta di Mauro.
Nella delineazione dell'Asia si riscontra infatti un macroscopico misplacement, che coinvolge le regioni comprese fra il fiume Indo e il Gange, ovvero regioni la cui conoscenza geografica e idrografica era al tempo di Mauro piuttosto consolidata nelle sue linee generali. I due grandi fiumi, e i territori e le città ad essi contigui, appaiono spostati verso est, mentre un terzo fiume è posto nel mezzo tra i due. Un'ampia porzione del continente asiatico è così descritta in modo vistosamente erroneo, e come in un gigantesco puzzle mal composto l'India appare essere situata a Ovest dell'Indo anziché a Est, con la conseguenza che l'assetto dell'intera area risulta assai scombinato. L'errore non è di poco conto, se si pensa che le posizioni di Indo e Gange e dei territori circostanti erano state correttamente descritte da numerosi autori classici e post-classici che Mauro nomina e cita a ogni istante.
Ma non è tutto. Nelle regioni dell'Asia centrale il fiume Ocus (Amu Darya) è infatti collocato a nord dello Iaxartes (Sir Darya) anziché a sud, e anche questo errore contraddice le conoscenze geografiche largamente disponibili al tempo del Camaldolese. E ancora: diverse località situate sulla costa dell'odierno Oman (Arabia meridionale) sono invece segnate lungo la costa orientale del Golfo Persico, nell'odierno Iran.
Non si tratta, come si vede, di dettagli trascurabili bensì, soprattutto nel primo macroscopico caso, di errori grossolani che inficiano la credibilità (geografica) e l'autorità dell'intera opera, nonché quelle del suo autore. Non si può non domandarsi come ciò possa essere avvenuto, anche perché la risposta non appare evidente a un primo sguardo. Si pensi infatti alla lunga preparazione dell'opera, alla consultazione di innumerevoli fonti letterarie e cartografiche (a cominciare da quel Tolomeo che Mauro dimostra di aver frequentato in lungo e in largo), al vaglio critico delle opinioni lungamente stratificate nella tradizione storica e letteraria; si pensi all'ambizioso progetto di un'opera per davvero totale, capace cioè di riassumere in se stessa il meglio del sapere del tempo, e fremente di dichiarata ambizione di rinnovarlo, quel sapere, con l'apporto di nuove e inedite notizie. Si pensi infine ai mesi, agli anni trascorsi ad accumulare informazioni e a cercarle di trasformarle in un'immagine coerente, capace di dare nuova e più adeguata fisionomia alla figura del mondo. Ebbene, come è possibile che una preparazione tanto lunga e accurata possa essere sfociata in un simile accumulo di imprecisioni e di madornali errori? Si può davvero credere che Mauro possa aver dato il proprio imprimatur a un'opera tanto imperfetta dopo averci lavorato per anni e anni?
La ricostruzione dei fatti eventualmente accaduti si trova così a questo punto davanti a un vicolo cieco. Non potendosi ammettere che l'autore abbia dato licenza a tanto errare, si dovrà per forza di cose supporre che, se due furono le carte, l'esecuzione del solo testimonio a noi noto, la carta marciana, sia avvenuta in qualche significativa misura al di fuori del suo controllo. Circostanza, questa, tutt'altro che difficile a immaginarsi; è sufficiente evocare una qualsiasi non passeggera infermità da un lato, e la necessità di rispettare i termini di una prestigiosa ma impegnativa commessa dall'altro, ed ecco apparire nei registri di casa camaldolese, a soccorso dell'impresa, i nomi di due personaggi perfettamente adatti alla necessità del momento e ai ruoli rispettivamente richiesti.
Andrea Bianco, marinaio e cartografo di vaglia — ma certamente non uomo di studi, bensì uomo di mare abile nella composizione cartografica — che appone quasi la propria firma al rifacimento, o meglio al rammodernamento della costa atlantica dell'Africa, gemella qui, nel profilo e nella toponomastica, della ben nota carta dello stesso Bianco eseguita a Londra nel 1448. E ancora, nel ruolo di coordinatore dell'opera, Francesco da Cherso, presente in San Michele di Murano fin dal 1433, e perciò ben adatto a fare le veci del confratello, che si trovava impedito dal condurre a termine il non eludibile impegno assunto con la corona portoghese.
L'ipotesi di un'errata copiatura dei disegni parziali dell'opera da parte di scriptori e pentori ingaggiati alla bisogna assume dunque, in tali travagliate circostanze, tutt'altro rilievo, e mette al tempo stesso Mauro al riparo da critiche difficilmente argomentabili. Il libro delle entrate e delle uscite di San Michele di Murano testimonia infatti senza possibilità di dubbio che gli interventi di Andrea Bianco e Francesco da Cherso, registrati fra il 1457 e il 1459, erano finalizzati alla composizione della carta portoghese. Ma sono proprio quegli errori, tanto importanti e tanto caratteristici, a imporre la necessità di un altro scenario, nel quale le diverse questioni chiamate in causa, le apparenti contraddizioni nonché la mancanza di documenti che possano in qualche maniera accreditare la presenza del mappamondo a Lisbona dopo il 1459 trovino soluzione e risposta. In questo secondo scenario l'ipotesi di partenza è che non vi furono mai due mappamondi, bensì soltanto uno. E i fatti si dovettero svolgere nel modo seguente.
In qualche momento degli anni 1440, o forse anche prima, Fra Mauro riceve la commessa del mappamondo dalla corona portoghese. Che si trattasse di Dom Pedro, come vogliono alcuni, o di Alfonso V, come pretendono i più, non è questione alla quale si possa facilmente rispondere. Basterà ricordare che Pedro era stato ospite della Serenissima nel 1428, e che questa gli aveva inviato in dono una copia del Milione qualche tempo più tardi. Il regno di Pedro cessò nel 1449, ma in quell'anno Mauro era già intento a «formar mappamondi» nel monastero veneziano di San Michele, particolare questo che potrebbe forse avvalorare l'attribuzione a Pedro della commissione originaria.
In questa prospettiva, il lavoro cartografico di Mauro dovette però subire un'interruzione non momentanea. La riprova di ciò sarebbe nelle vistose e anche un po' maldestre correzioni apportate, soprattutto lungo la costa atlantica dell'Africa, che aggiornano la morfologia di quella costa in un modo assai simile a quello che si può riscontrare nella citata carta nautica di Andrea Bianco (Londra 1448). I registri dell'ordine riportano, come si è visto, il nome di Bianco, che tuttavia compare soltanto alla data 1459, ovvero in corrispondenza delle ultimissime fasi del completamento dell'opera. Il cartografo, il cui ultimo lavoro noto è appunto la carta londinese, avrebbe perciò aggiornato in quell'ultimo scorcio di tempo il profilo originario della costa africana sovrapponendovi quello della propria carta.
Dopo un primo abbozzo del mappamondo, presumibilmente seguì un periodo di inattività, sulle cui cause non è possibile affermare alcunché di preciso — ma ebbe forse inizio con la morte di Dom Pedro, avvenuta nella battaglia di Alfarrobeira del 20 maggio 1449. L'interruzione sarebbe perciò conseguente alla scomparsa del primo committente — e forse al venir meno dei finanziamenti. È assai probabile che quel primo tentativo non arrivasse a compimento: se così fosse stato, sarebbe stata infatti prodotta una carta realizzata sotto il pieno controllo dell'autore, e perciò, ragionevolmente, priva di errori. Ma una carta così non è mai esistita.
Il lavoro al mappamondo riprese qualche tempo più tardi, forse per rinnovata sollecitazione della corona portoghese, memore di quella commessa. Siamo ormai nel 1457, stando al libro delle entrate e delle uscite più volte citato. Ma interviene a questo punto una qualche infermità, che impedisce a Mauro di proseguire nell'opera — egli morì, secondo l'opinione generalmente accettata, nel 1459 — e costringe i monaci di San Michele a ricorrere all'aiuto di Andrea Bianco e di altri scriptori e pentori assoldati alla bisogna e coordinati dal confratello Francesco da Cherso.
Il mappamondo fu così ultimato, ma l'imperizia degli esecutori e la mancanza di un vero controllo da parte dell'autore, impossibilitato a farlo, introdusse in alcune parti, e specie nell'Asia, i grossolani errori ai quali si è accennato. L'opera imperfetta, ma terminata, poté dunque partire alla volta di Lisbona, così che l'impegno assunto a suo tempo potesse dirsi rispettato. Ma i gravi difetti geografici e cartografici precedentemente illustrati non sfuggirono agli esperti navigatori e geografi portoghesi, con la conseguenza qui ipotizzata che il mappamondo non fu bene accetto, e venne forse rinviato al mittente.
Della delusione provocata a corte dall'arrivo a Lisbona del mappamondo ha del resto fatto cenno già nel 1935, pur senza rinviare ad alcuna evidenza documentale, un grande esperto di tali questioni, Armando Cortesão. Così, una volta tornata nella casa madre, morto ormai Fra Mauro, nel 1460 si provvide a dotare la grande carta di un adeguato contenitore, al fine di poterla conservare al meglio nella stanza del monastero detta «il mappamondo» – che si può vedere rappresentata dall'esterno in una veduta seicentesca di San Michele opera del Coronelli. La carta «portoghese» non esistette perciò mai, né alcuno ebbe comprensibilmente mai interesse, da parte veneziana, a divulgare una vicenda certo non troppo lusinghiera per il prestigio dell'ordine.